# Rovnátka (Simpsonovi)
Rovnátka (v anglickém originále Hail to the Teeth) jsou 11. díl 31. řady (celkem 673.) amerického animovaného seriálu Simpsonovi. Scénář napsala Elisabeth Kiernanová Avericková a díl režíroval Mark Kirkland. V USA měl premiéru dne 5. ledna 2019 na stanici Fox Broadcasting Company a v Česku byl poprvé vysílán 15. září 2020 na stanici Prima Cool.

## Děj
Lízu osloví paradontolog, který jí tvrdí, že když se bude usmívat, tak bude hezčí a oblíbenější. Marge ji vezme k nové zubařce Dětirádové, která jí nasadí nová rovnátka. Nasazení horní části rovnátek ji přiměje se neustále usmívat a konečně se mezi spolužáky stane oblíbenou. Líza se rozhodne využít svou popularitu a kandidovat na prezidentku třídy. Naneštěstí jí zubařka Dětirádová nasadí rovnátka na dolní patro zubů, což má za následek, že se bude následující půlrok neustále mračit. Bart povolá Martina Prince, aby modifikoval přímý přenos Lízy, která hovoří o svém volebním projevu, tak aby se usmívala. Aplikace ale nefunguje a podvod se odhalí, spolužáci poté začnou skandovat Dubya Spucklera. Venku na školním hřišti se Marge pokouší Lízu utěšit a paradontolog Lízu provokuje. Marge poté roztáhne křídla a odhalí se tak, že je jednou z Artieho robotek a na paradontologa zaútočí, zatímco Líza se usmívá a povzbuzuje ji.
Mezitím Artie Ziff pozve Homera a Marge na svou svatbu a oni neochotně pozvánku přijali. Homer jde na rozlučku se svobodou, kde zjistí, že Artie získal znovu zbohatnul po svém propuštění a začal prodávat krby, ve kterých se topí penězi. Homer, který se společně s Marge účastní svatebního obřadu, odvede zahelenou nevěstu k oltáři. U oltáře vyjde na povrch, že nevěsta vypadá stejně jako Marge. Znepokojená Marge s Homerem opouští obřad. Marge se později rozhodne nevěstě říct, že si ji Artie vzal jen kvůli tomu, že vypadá stejně jako ona. Manželé Simpsonovi poté zjistí, že Artieho manželství byla lest a jeho nevěsta je ve skutečnosti robotka. Artie se svěřuje, že se léta pokoušel vytvořit robotický duplikát Marge, ale každé napodobenině něco chybí. Na základě Marginého návrhu využije robotky Marge k dobročinným projektům. Jakmile Artie sdělí svůj plán na svatbu s jednou z robotek, všechny odletí.

## Kritika
Dennis Perkins, kritik The A.V. Clubu, uvedl: „První scénář bývalé scenáristky Crazy Ex-Girlfriend (a nové producentky Simpsonových) Elisabeth Kiernanové Averickové; epizoda je přesně ten druh novodobých Simpsonových, při kterém jsem nadšený, že si ji moje neteř zařadí do své rostoucí fanouškovské databanky Simpsonových. Čtenáři, kteří – stejně jako neteř – snesli kritikovy disertační práce týkající se Simpsonových a toho, jak by se správnými scenáristy mohli nyní zažívat ‚dobré roky‘, musí sakra uznat, že tohle je druh nové krve, o které mluvím. Avericková Simpsonovy zjevně miluje a rozumí jim. Jsou zde skvělé vtipy, které nemají nic společného s ‚poselstvím‘ epizody, kromě těch, které se týkají specifických odboček Lízy a Marge,“ a ohodnotil díl hodnocením B+.
Tony Sokol, kritik Den of Geek, napsal: „Artie byl vždycky zamilovaný do Marge. Od plesu na střední škole plánoval, jak se zbavit Homera, jednou téměř dostal Homera do vězení, aby mohl svést Marge. Svatba je samozřejmě taktika, jak donutit Marge žárlit,“ a dal tomuto dílu 3,5 hvězdiček z 5.